# Vernon Carey
Vernon Carey (* 25. Februar 2001 in Miami) ist ein US-amerikanischer Basketballspieler.

## Laufbahn
Careys Großvater spielte Basketball an der Oral Roberts University, sein Vater war American-Football-Profi bei den Miami Dolphins in der National Football League. Carey wechselte 2019 von der NSU University School an die Duke University zur Trainergröße Mike Krzyzewski.
Carey blieb ein Jahr bei den „Blauen Teufeln“ der Duke University, er erzielte im Spieljahr 2019/20 im Schnitt 17,8 Punkte, 8,8 Rebounds und 1,6 Blocks je Begegnung, alle drei Kennzahlen waren Mannschaftshöchstwerte. Im April 2020 gab er seine Teilnahme am Draftverfahren der NBA bekannt. Dort wurde er in der zweiten Auswahlrunde an 32. Stelle von den Charlotte Hornets aufgerufen.

### Nationalmannschaft
Mit der U16-Nationalmannschaft der Vereinigten Staaten gewann er 2017 die Amerikameisterschaft, 2018 wurde er mit der U17-Auswahl des Landes Weltmeister. Auf dem Weg zum WM-Titel erzielte Carey 11 Punkte und 6,9 Rebounds je Turnierspiel. Er wurde unter die fünf besten Spieler der U17-Weltmeisterschaft gewählt.